# ターフ・ムーア
ターフ・ムーア（Turf Moor）は、イングランドのランカシャー・バーンリーにあるスタジアム。もともとはクリケット場を1883年に球技場に改装されたもの。バーンリーFCのホームグラウンドになっている。クラブは、1883年にカルダーヴェールから移ってきて以来ここを本拠地にしている。スタジアムは、これまでクラブに最も長く監督として携わってきたハリー・ポッツの名をとったハリー・ポッツウェイにある。座席数は、22546席。